# Marie-Daniel Dadiet
Marie-Daniel Dadiet (ur. 9 września 1952 roku w Bolilié, zm. 2 października 2023 w Paryżu) – duchowny katolicki z Wybrzeża Kości Słoniowej, arcybiskup Korhogo w latach 2004-2017.

## Życiorys
Święcenia kapłańskie przyjął 8 lipca 1979 roku. 

## Episkopat
22 maja 1998 roku został mianowany przez papieża Jana Pawła II biskupem pomocniczym Korhogo z tytularną stolicą Sitipa. Sakry biskupiej udzielił mu w dniu 11 października 1998 roku ówczesny arcybiskup Korhogo - Auguste Nobou. W dniu 10 października 2002 roku został mianowany przez tego samego papieża biskupem Katiola. W dniu 12 maja 2004 roku został mianowany arcybiskupem Korhogo. Urząd objął w dniu 11 lipca 2004 roku.